# Скалон, Павел Николаевич
Па́вел Никола́евич Скало́н (15 июня 1868, Санкт-Петербург — 14 декабря 1937, Томск) — русский генерал, преподаватель кадетских корпусов, последний директор Иркутского кадетского корпуса.

## Биография
Православный. Из дворянского рода Скалонов. Сын генерал-майора Николая Николаевича Скалона.
Окончил Александровский кадетский корпус и 1-е военное Павловское училище (1889), был выпущен подпоручиком в Печорский 92-й пехотный полк.
Чины: поручик (1892), штабс-капитан (1897), капитан (1899), подполковник (1902), полковник (за отличие, 1906), генерал-майор (за отличие, 1916).
В 1894 году был определен офицером-воспитателем в 1-й Московский кадетский корпус. В 1897 окончил Николаевскую академию Генерального штаба по 1-му разряду. Состоял помощником инспектора классов (1897—1906), затем инспектором классов (1906—1908) в Сибирском кадетском корпусе, инспектором классов (1908—1916) в Воронежском кадетском корпусе.
В июле 1917 был назначен директором Иркутского кадетского корпуса. В январе 1918 года был уволен от службы большевиками. После установления власти Временного Сибирского правительства был возвращен на пост директора, который занимал в 1918—1919 годах.
После окончания Гражданской войны остался в Иркутске. 30 марта 1920 года был арестован, обвинен в контр-революционной деятельности. Приговор по этому делу неизвестен. С 10 июля 1920 года работал в структуре Всевобуча. На 1 марта 1923 года работал помощником начальника Учебного отделения Главного управления Всевобуча.
Позднее жил в Томске. 3 ноября 1937 года был вновь арестован. 9 декабря 1937 тройка УНКВД Новосибирской области приговорила Скалона к расстрелу по статье 58-2-11 УК РСФСР за «причастность к кадетско-монархической организации». Расстрелян 14 декабря 1937. Реабилитирован в 1958 году.
Был женат на Евгении Михайловне Скалон, Ольге Николаевна Сааруни-Гамазовой (в браке родились две дочери: Нина и Софья).

## Награды
- Орден Святого Станислава 2-й степени (1909);
- Орден Святой Анны 2-й степени (1913);
- Орден Святого Владимира 4-й степени (1915);
- Орден Святого Владимира 3-й степени (1915);
- Благодарность (03.03.1919).